# Seibersbach

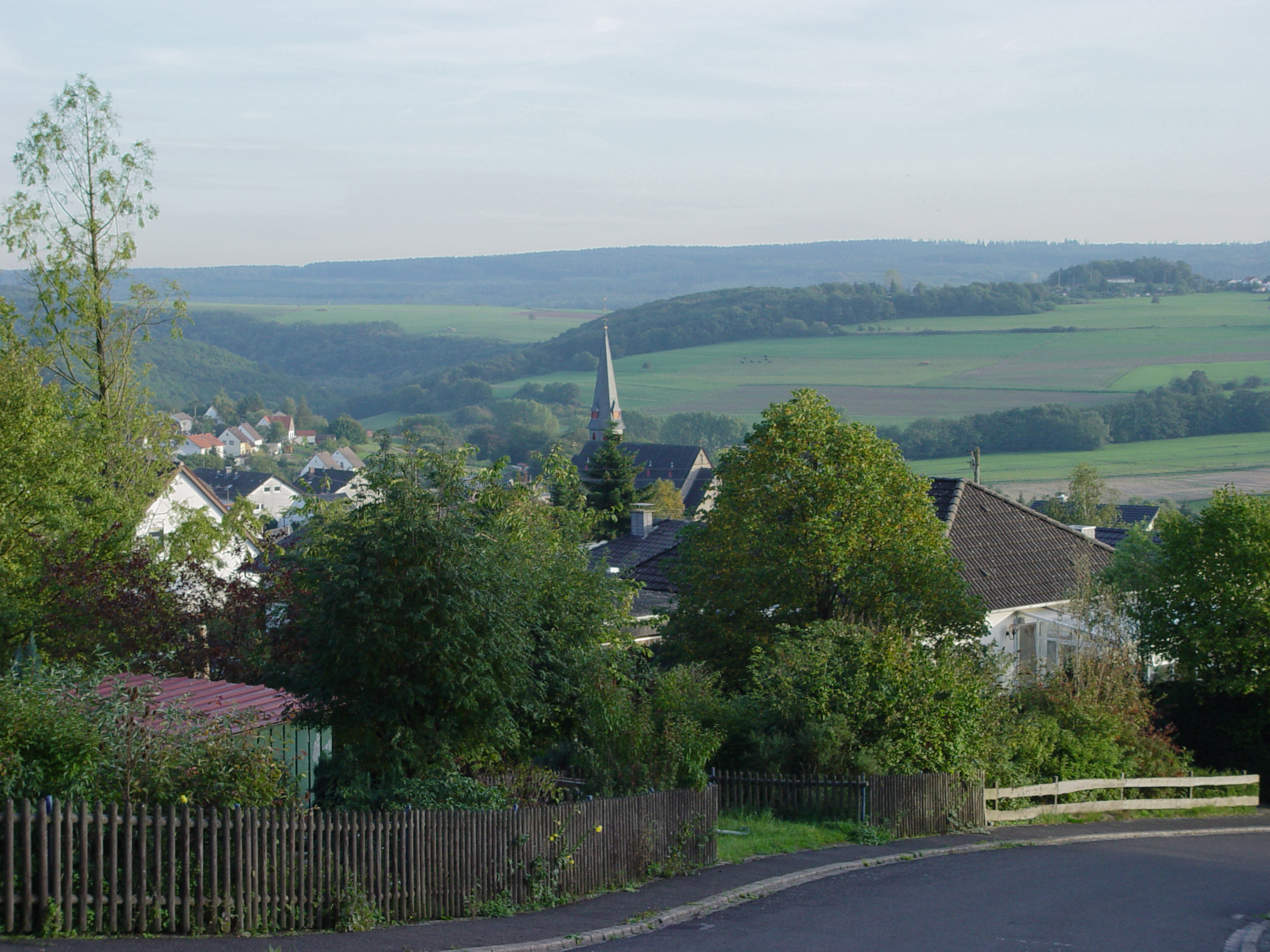
Blick von Seibersbach zum Soonwald

Seibersbach ist eine Ortsgemeinde im Landkreis Bad Kreuznach in Rheinland-Pfalz. Sie gehört der Verbandsgemeinde Langenlonsheim-Stromberg an.

## Geographie
Seibersbach liegt im Nordosten des Soonwalds unweit der Nahtstelle zum Binger Wald. Nordwestlich des Orts bzw. jenseits des Hochsteinchens befindet sich Rheinböllen, südöstlich liegt Stromberg.
Zu Seibersbach gehören auch die Wohnplätze Autishof, Haus Concordia, Füllenbacherhof, Junkermühle, Landgut Ziegelhütte, Layenkaut, Marienborn und Bahnhof Stromberger Neuhütte.

## Geschichte

### Allgemeines
Die erste urkundliche Erwähnung von Seibersbach datiert aus dem Jahr 983, als Kaiser Otto II. dem Mainzer Erzbischof Willigis die beiden Dörfer Dörrebach und Seibersbach schenkte.

### Jüdische Geschichte Seibersbachs
Vermutlich in der zweiten Hälfte des 18. Jahrhunderts entstand in Seibersbach eine kleine jüdische Gemeinde, die gegen Ende des 19. Jahrhunderts auf etwa 70 Personen angewachsen war.
Ab den 1850er Jahren verfügte die Seibersbacher Gemeinde über eine eigene Synagoge. Diese war zentral in der Dorfmitte gelegen. Zudem nutzte die Gemeinde einen Friedhof, der weiter nördlich am Waldrand gelegen war. Vor den 1850er Jahren beteten die Seibersbacher Juden im Gotteshaus der Gemeinde in Schweppenhausen. Ab Mitte der 1920er Jahre verkehrte sich dieses Verhältnis, als Angehörige der Schweppenhausener sowie der Dörrebacher Gemeinde damit begannen, ihrerseits die Synagoge in Seibersbach aufzusuchen. Ein Brand zerstörte die Synagoge im Jahr 1913 zunächst vollständig, bereits 1914 wurde sie allerdings durch die Gemeinde auf den alten Fundamenten wiedererrichtet.
Die Synagoge stellte seit den 1850er Jahren den Mittelpunkt des jüdischen Gemeindelebens dar, bis sie im Zuge der Novemberpogrome 1938 von SA-Männern geschändet und zerstört worden war; die religiösen Schriften, die dort aufbewahrt wurden, hat man auf dem Vorplatz der Synagoge verbrannt. Die wenigen noch in Seibersbach lebenden jüdischen Bewohner wurden im Juli 1942 deportiert. Die Zentrale Datenbank Yad Vashems verzeichnet 17 jüdische Opfer der Shoa, die entweder aus Seibersbach stammten oder dort gelebt haben.
Das Gebäude selbst ging kurz darauf in Privathände über und wurde im Seibersbach der Nachkriegszeit unter anderem als Turnhalle und Tanzsaal benutzt. Danach wurde das ehemalige Synagogen-Gebäude für eine längere Zeit durch den Bäckereibetrieb Grünewald genutzt, der von dort aus ab den 1970er Jahren einen Filialbetrieb aufbaute.

### Bevölkerungsentwicklung
Die Entwicklung der Einwohnerzahl von Seibersbach, die Werte von 1871 bis 1987 beruhen auf Volkszählungen:
| Jahr | Einwohner |
| ---- | --------- |
| 1815 | 740       |
| 1835 | 1.058     |
| 1871 | 884       |
| 1905 | 858       |
| 1939 | 801       |
| 1950 | 948       |
| 1961 | 1.087     |

| Jahr | Einwohner |
| ---- | --------- |
| 1970 | 1.201     |
| 1987 | 1.302     |
| 1997 | 1.498     |
| 2005 | 1.426     |
| 2011 | 1.335     |
| 2017 | 1.310     |
| 2022 | 1.235     |

## Politik

### Bürgermeister
Ortsbürgermeister ist Ralf Noch (WGK). Bei der Kommunalwahl am 26. Mai 2019 wurde er mit einem Stimmenanteil von 60,70 % gewählt und ist damit Nachfolger von Marita Spreitzer (FWG), die nicht mehr für das Amt kandidiert hatte. Noch wurde im Juni 2024 wiedergewählt.

## Wirtschaft und Infrastruktur
In Seibersbach gibt es eine Grundschule und eine Bücherei. Der Ort ist unter anderem über die Autobahnanschluss-Stellen Stromberg und Rheinböllen von der A 61 erreichbar. Außerdem gibt es einen Dorfladen, eine Bäckerei und eine Metzgerei. In Seibersbach stehen zwei Kirchen, eine katholische und eine evangelische. Seibersbach ist besonders bekannt durch die Martinshütte und die Sportschule. Weiterhin besitzt Seibersbach ein Freibad.

## Persönlichkeiten
- Heinrich Poos (1928–2020), Komponist und Musikschriftsteller